# Frédéric Blanchy
Pour les articles homonymes, voir Blanchy.
Pour les autres membres de la famille, voir Famille Blanchy.
Frédéric Blanchy, né le 1er juillet 1868 à Bordeaux et mort dans le même ville le 1er octobre 1944, est un skipper français.

## Biographie

### Vie familiale
Frédéric Blanchy est le fils d’Edmond Blanchy (1835-1918) et d'Hélène Berniard. Marié avec Madeleine Maurel (Maurel & Prom), il est le beau-père du banquier Philippe Chalès, d'Henri de Lastic Saint-Jal et de René Duboscq.

### La voile

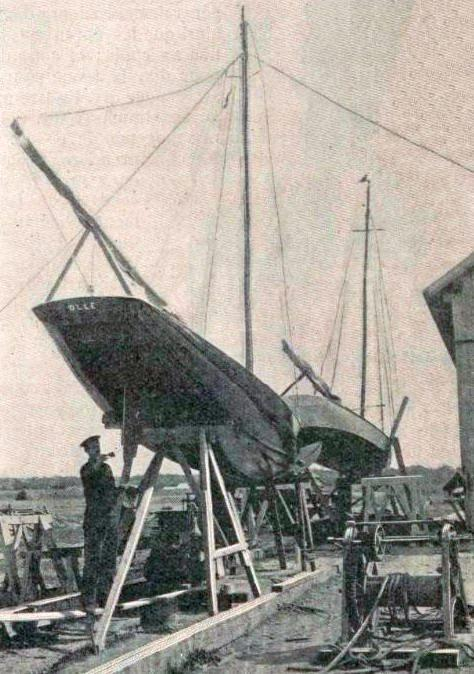
'Ollé (2 tonneaux de Edward William Exshaw, Frédéric Blanchy et Jacques Le Lavasseur), champion olympique en 3 tonneaux aux JO 1900.

Pratiquant la voile, il navigue pour le Cercle de la Voile d'Arcachon. Il assiste aux Jeux olympiques d'été de 1900 à Paris, où il participe à trois compétitions, la classe ouverte et la classe 2 à 3 tonnes. Il est équipier du yacht 'Ollé' à tous les décollages, skippé par le Britannique William Exshaw et qui relègue le bateau 'Favorite', emmené par Léon Susse, à la deuxième place. Comme Blanchy, le deuxième équipier Jacques Le Lavasseur, est français, l'équipage du bateau est géré par le CIO en équipage mixte. Les courses se déroulent à Meulan-en-Yvelines sur la Seine.
Dans la régate de la classe ouverte, tous les bateaux à l'exception de la plus grande classe étaient tenus de participer à cette course. Il commence avec un retard, en commençant par la plus petite classe. La classe la plus importante commence à 19,37 minutes plus tard. Il navigue d'abord en amont. Une accalmie force la majorité de tous les bateaux à abandonner. Seuls six bateaux réussissent à contourner une bouée et à « dériver » en aval jusqu'à destination. La notation a lieu après l'arrivée des bateaux. Il n'en a pas fini avec le yacht 'Ollé'.
Dans la classe des bateaux 2 à 3 tonnes, seuls 4 bateaux sont au départ dans les deux courses. Une voie longue et deux voies courtes (tours) d'une longueur totale de 19 kilomètres sont parcourues. Les différences de poids dans les bateaux sont compensées par des allocations de temps. Le favori français réalise le meilleur temps, mais se classe deuxième avec une pénalité de 4h05 minutes. Dans la deuxième course, l'Ollé prend la première place sans l'effet de la prime au temps. Pour chaque course, il reçoit une médaille d'or.